# House of Mystic Lights
«House of Mystic Lights» (en español: «Casa de las luces místicas») es un sencillo de C.C. Catch publicado en marzo de 1988 para promocionar el primer álbum compilatorio de la artista Diamonds - Her greatest hits . La canción fue compuesta, arreglada y producida por el alemán Dieter Bohlen.

## Sencillos
7" sencillo Hansa 109 892, marzo de 1988
1. «House Of Mystic Lights» (Radio Swing Mix)  3:02
2. «House Of Mystic Lights» (Club Mix) 3:02

12" Maxisencillo Hansa 609 892, marzo de 1988
1. «House Of Mystic Lights» (Long Version Dance Mix)  4:08
2. «House Of Mystic Lights» (Radio Swing Mix)  3:02
3. «House Of Mystic Lights» (Instrumental Mix)  2:58

## Posicionamiento
| Listas (1988) | Máxima posición |
| ------------- | --------------- |
| Alemania      | 22              |
| España        | 7               |

## Créditos
- Letra y música - Dieter Bohlen
- Arreglos - Dieter Bohlen
- Producción - Dieter Bohlen
- Coproducción - Luis Rodríguez
- Dirección de arte - Manfred Vormstein
- Diseño - BMG Ariola München GmbH/Studios, J. Schlögl
- Fotografía - Herbert W. Hesselmann
- Distribución - RCA/Ariola